# Dad (Arabische letter)

Dad in geïsoleerde vorm

Ḍad, ضاد, is de 15e letter van het Arabisch alfabet. Aan de dad kent men de getalswaarde 800 toe.

## Ontstaan
In tegenstelling tot de meeste andere Arabische letters is de dad niet direct uit een letter van het Fenicische alfabet ontstaan. In de begintijd van de Arabische taal ontbraken de diakritische punten nog en schreef men de dad op dezelfde wijze als de letter "sad". Om de twee letters te kunnen onderscheiden heeft men later aan de dad een punt toegevoegd, welke de sad niet heeft.

## Uitspraak
De dad behoort tot de vijf emfatische medeklinkers in het Arabisch en kent geen equivalent in het Nederlands. De plaats van vorming is dezelfde als bij de "d"-klank "dal". Men spant het spraakapparaat echter licht aan en buigt het achterste deel van de tong tegen het verhemelte. Dit geeft enigszins een "vod in de mond" klank. In een aantal Arabische dialecten wordt de dad uitgesproken als de dza (ظ).
Arabisch is de enige taal ter wereld die de dad als letter heeft, en daarom noemen de Arabieren zich soms ook wel اهل الضاد Ahl ad-dad, "het volk van de dad".
De dad is een zonneletter, dat wil zeggen dat hij een voorafgaand bepaald lidwoord "al" assimileert. Voorbeeld "de dad" - الضاد : uitspraak niet "al-dad" maar "ad-dad".

## Dad in Unicode
| Unicode Codepoint | U+0636            |
| Unicode-Name      | ARABIC LETTER DAD |
| HTML              | &#1590;           |
| ISO 8859-6        | 0xd6              |

Basisalfabet: ا (alif) · 
ب (ba) · 
ت (ta) · 
ث (tha) · 
ج (jim) ·
ح (ḥa) ·
خ (kha) ·
د (dal) ·
ذ (dhal) ·
ر (ra) ·
ز (zai) ·
س (sin) ·
ش (sjin) ·
ص (ṣad) ·
ض (ḍad) ·
ط (ṭah) ·
ظ (ẓa) ·
ع (ain) ·
غ (gain) ·
ف (fa) ·
ق (qaf) ·
ك (kaf) ·
ل (lam) ·
م (mim) ·
ن (nun) ·
ه (ha) ·
و (waw) ·
ي (ya)
Aanvullende tekens: ء (hamza) ·
آ (alif madda) ·
ة (tāʾ marbūṭa) ·
ى (alif maqṣūra) ·
لا (lām-alif)
Klinkertekens: fatḥa ·
kasra ·
ḍamma ·
shadda ·
sukūn ·
waṣla